# Borcea (okręg Călărași)
Borcea – wieś w Rumunii, w okręgu Călărași, w gminie Borcea. W 2011 roku liczyła 7986 mieszkańców.